# Mešno
Mešno – gmina w Czechach, w powiecie Rokycany, w kraju pilzneńskim. Według danych z dnia 1 stycznia 2014 liczyła 89 mieszkańców.